# L'Esprit de famille (roman de Jean Milo)
Pour les articles homonymes, voir L'Esprit de famille.
L'Esprit de famille est un roman de Jean Milo publié en 1943 et ayant reçu le Prix des Deux Magots l'année suivante.

## Éditions
- L'Esprit de famille, Denoël, 1943.